# Filogenomika
Filogenomika – dziedzina nauki będąca połączeniem wiedzy z ewolucji i genomiki. Termin ten był używany w wielu znaczeniach do określenia niektórych typów analiz z udziałem danych genomu i rekonstrukcji ewolucyjnych, zwłaszcza filogenezy. Przykłady różnych znaczeń filogenomiki:
- Przewidywanie funkcji genu w oparciu o historię jego ewolucji w drzewie filogenetycznym. Było to pierwotne znaczenie tego terminu, użytego przez biologa ewolucyjnego Jonathana Eisena. W celu przeglądu tego aspektu filogenomiki, patrz: Sjölander (2004)[3] oraz Brown i Sjölander (2006)[4].
- Rekonstrukcja drzewa gatunku przez połączenie informacji z wielu genów lub całego genomu[5][6][7]
- Integracja analiz genomu i rekonstrukcji ewolucyjnej[8][9]
- Użycie drzewa filogenetycznego do przewidywania poziomego transferu genów w skali genomu[10]